# X-26 Frigate
De X-26 Frigate is het langst bestaande van de X-vliegtuigen-programma’s. Het bestond uit het X-26 Frigate ("fregat") zweefvliegtuig en de gemotoriseerde X-26-B Quiet Thruster (Engels voor "stille voortstuwer") versies: QT-2, QT-2PC en QT-2PC II. Ze waren allemaal afgeleid van het Schweizer 2-32 zweefvliegtuig.

## Ontwikkeling
De X-26A werd gebruikt door de U.S. Navy (USN) om testpiloten te trainen om te gaan met het verschijnsel traagheidskoppel. Omdat straalvliegtuigen in deze situaties gevaarlijk waren werd besloten een toestel te bouwen op basis van een zweefvliegtuig. Zweefvliegtuigen reageren trager op de besturingsorganen en zijn gemakkelijker onder controle te houden dan straalvliegtuigen. Gekozen werd voor de Schweizer SGS 2-32. De USN bestelde Vier vliegtuigen. Drie hiervan stortten neer en werden vervangen.

## Gebruik
Er werden twee Schweizer 2-32’s (serienummers 67-15345 en 67-15346) behorend bij het USNTPS (U.S. Naval Test Pilot School X-26 Program)) omgebouwd tot QT-2 (QT: Quiet Thruster) door Lockheed Missiles & Space Co. (LMSC) en kregen de burgerregistratienummers N2471W en N2472W. De toestellen werden in 1967 voorzien van een Continental Motors O-200 motor, een toerentalvertragingssysteem met V-snaar en een vierbladige, vaste houten (Fahlin) propeller. Daarnaast werd het hele chassis verbeterd.
Na een demonstratie van geruisloos vliegen werden de vliegtuigen opnieuw omgebouwd tot de militaire QT-2PC configuratie (bekend onder de staartnummer 1 en 2). Er werd GFE avionica ingebouwd en ze werden gecamoufleerd voor nachtvluchten.
De toestellen vlogen succesvol in Zuidoost-Azië (evaluatie: Prize Crew OpEval) in gecamoufleerde (ook wel stealth) tactische luchtobservaties gedurende het Tet-offensief in 1968. De twee QT-2PC’s werden teruggegeven aan het USNPTS om verder te gaan onder de naam X-26B
De eerste QT-2PC kreeg het serienummer 67-5345; het tweede werd gebruikt voor reserveonderdelen. De oorspronkelijke zweefvlieger kreeg de benaming X-26A.
LMSC ging door met het gecamoufleerde luchtobservatieprogramma met een Q-Star (het eigen testtoestel) en elf pre-preproductie Lockheed YO-3A’s.
De enige overgebleven X-26B, bij het oorspronkelijke team bekend als QT-2 N2471W en QT-2PC #1, staat in het Army Aviation Museum (USAAM) in Ft. Rucker, Alabama.
De andere X-26B (QT-2 N2472W of QT-2PS #2) is weer teruggebouwd naar de SGS 2-32 configuratie en vliegt nu bij de Mile High zweefvliegclub in Boulder, Colorado als 72 Whiskey.
De Q-Star was het eerste vliegtuig dat werd uitgerust met een wankelmotor. Het wordt nu weer vliegklaar gemaakt.
De Lockheed YO-3A’s zijn tactisch geëvalueerd in Zuidoost-Azië van midden 1969 tot eind 1971. Later waren ze in dienst van het Louisiana Dept of Wildlife & Fisheries (LDWF) van de Federal Bureau of Investigation (FBI) in wetshandhaving en van de NASA voor wetenschappelijk onderzoek.
De YO-3A 69-18007 wordt op dit moment weer vliegklaar gemaakt. De YO-3A 69-18010 (NASA 818) wordt voorzien van een betere motor.

### Ongelukken
- US Navy 157932 neergestort in maart 1971, piloot kwam om.
- US Navy 157933 neergestort in mei 1972, piloot kwam om.[1]

## Vergelijkbare toestellen
- Schweizer SGS 2-32
- Lockheed YO-3, stil verkenningsvliegtuig
- Ling-Temco-Vought L450F turboprop, op afstand bestuurbare verkenner
- Scheibe SF25C